# Araneotanna
Araneotanna Özdikmen & Kury, 2006 è un genere di ragni appartenente alla famiglia Salticidae.

## Etimologia
Il nome è composto: deriva dal latino araneus, che significa ragno, e da Tanna, isola dello Stato di Vanuatu.
Nell'ambito della stessa famiglia Salticidae anche il genere Efate Berland, 1938 prende il nome dall'isola di Éfaté, del medesimo Stato di Vanuatu.

## Distribuzione
L'unica specie oggi nota di questo genere è stata rinvenuta nelle isole Nuove Ebridi.

## Tassonomia
Il nome originario del genere era Tanna Berland, 1938 fino al 2006. Uno studio degli aracnologi Özdikmen & Kury, rilevandone l'omonimia con il genere Tanna Distant, 1905 della famiglia Cicadidae di insetti omotteri, ne ha variato il nome in Araneotanna come da convenzione.
A giugno 2011, si compone di 1 specie:
- Araneotanna ornatipes (Berland, 1938)[2] — Nuove Ebridi